# 27e session du Comité du patrimoine mondial
La 27e session du Comité du patrimoine mondial a lieu du 29 juin au 5 juillet 2003 à Paris, en France, à la maison de l'UNESCO.

## Participants
Le Comité est composé de 21 membres : Afrique du Sud, Argentine, Belgique, Chine, Colombie, Corée du Sud, Égypte, Finlande, Grèce, Hongrie, Inde, Liban, Mexique, Nigeria, Oman, Portugal, Royaume-Uni, Russie, Sainte-Lucie (présidence), Thaïlande et Zimbabwe.
86 États parties à la convention du patrimoine mondial, non-membres du Comité, sont également présents comme observateurs, ainsi que la Palestine (qui ne ratifie la convention qu'en 2011) et trois organisations consultatives : ICCROM, ICOMOS et UICN.

## Statistiques
La 27e session conduit à l'inscription de 24 nouveaux biens (19 culturels et 5 naturels), ainsi qu'à l'extension de 3 biens déjà inscrits.
5 biens sont placés sur la liste du patrimoine mondial en péril ; 3 autres biens en sont retirés.

## Nouveaux biens
Les sites suivants sont inscrits au patrimoine mondial :
| Id.  | Bien                                                                | Pays            | Critères et notes                                                                                     | Coordonnées                         | Illus.                                                  |
| ---- | ------------------------------------------------------------------- | --------------- | --- | ----------------------------------- | ------------------------------------------------------- |
| 925  | Abris sous-roche du Bhimbetka                                       | Inde            | Culturel, (iii), (v)                                                                                  | 22° 55′ 41″ nord, 77° 34′ 59″ est   |                                                         |
| 1083 | Aires protégées des trois fleuves parallèles au Yunnan              | Chine           | Naturel, (vii), (viii), (ix), (x)                                                                     | 27° 53′ 42″ nord, 98° 24′ 22″ est   |                                                         |
| 1130 | Assour (Qal'at Cherqat)                                             | Irak            | Culturel, (iii), (iv) Placé sur la liste du patrimoine en péril dès son inscription.                  | 35° 27′ 32″ nord, 43° 15′ 36″ est   |                                                         |
| 769  | Bassin d'Ubs Nuur                                                   | Mongolie Russie | Naturel, (ix), (x) Le bien comprend douze sites distincts : sept en Russie et cinq en Mongolie.       | 50° 16′ 30″ nord, 92° 43′ 12″ est   |                                                         |
| 1070 | Citadelle, vieille ville et forteresse (en) de Derbent              | Russie          | Culturel, (iii), (iv)                                                                                 | 42° 03′ 11″ nord, 48° 17′ 49″ est   |                                                         |
| 1053 | Églises en bois du sud de Małopolska                                | Pologne         | Culturel, (iii), (iv) Le bien comprend six sites distincts.                                           | 49° 45′ 29″ nord, 21° 13′ 08″ est   |                                                         |
| 522  | Ensembles monumentaux Renaissance de Úbeda et Baeza                 | Espagne         | Culturel, (ii), (iv)                                                                                  | 38° 00′ 40″ nord, 3° 22′ 16″ ouest  |                                                         |
| 1073 | Gebel Barkal et les sites de la région napatéenne                   | Soudan          | Culturel, (i), (ii), (iii), (iv), (vi) Comprend cinq sites distincts.                                 | 18° 31′ 59″ nord, 31° 49′ 01″ est   |                                                         |
| 761  | Île Kunta Kinteh et sites associés                                  | Gambie          | Culturel, (iii), (vi) Comprend sept sites distincts.                                                  | 13° 18′ 58″ nord, 16° 21′ 25″ ouest |                                                         |
| 1084 | Jardins botaniques royaux de Kew                                    | Royaume-Uni     | Culturel, (ii), (iii), (iv)                                                                           | 51° 28′ 55″ nord, 0° 17′ 38″ est    |                                                         |
| 1078 | Le quartier juif et la basilique Saint-Procope de Třebíč            | Tchéquie        | Culturel, (ii), (iii) Comprend trois sites distincts.                                                 | 49° 13′ 02″ nord, 15° 52′ 44″ est   |                                                         |
| 1103 | Mausolée de Khoja Ahmad Yasawi                                      | Kazakhstan      | Culturel, (i), (iii), (iv)                                                                            | 43° 17′ 35″ nord, 68° 16′ 26″ est   |                                                         |
| 1079 | Missions franciscaines de la Sierra Gorda de Querétaro              | Mexique         | Culturel, (ii), (iii) Comprend cinq sites distincts.                                                  | 21° 12′ 14″ nord, 99° 27′ 50″ ouest | Façade de l'église de la mission de Santiago de Jalpan. |
| 1090 | Monte San Giorgio                                                   | Italie Suisse   | Naturel, (viii)                                                                                       | 45° 53′ 20″ nord, 8° 54′ 50″ est    |                                                         |
| 306  | Monts Matobo                                                        | Zimbabwe        | Culturel, (iii), (v), (vi)                                                                            | 20° 30′ sud, 28° 30′ est            |                                                         |
| 951  | Parc national de Phong Nha-Ke Bang                                  | Viêt Nam        | Naturel, (viii)                                                                                       | 17° 32′ 13″ nord, 106° 09′ 04″ est  |                                                         |
| 1094 | Parc national de Purnululu                                          | Australie       | Naturel, (vii), (viii)                                                                                | 17° 30′ sud, 128° 30′ est           |                                                         |
| 1099 | Paysage culturel de Mapungubwe                                      | Afrique du Sud  | Culturel, (ii), (iii), (iv), (v)                                                                      | 22° 11′ 35″ sud, 29° 14′ 20″ est    |                                                         |
| 208  | Paysage culturel et vestiges archéologiques de la vallée de Bamiyan | Afghanistan     | Culturel, (i), (ii), (iii), (iv), (vi) Placé sur la liste du patrimoine en péril dès son inscription. | 34° 49′ 55″ nord, 67° 49′ 37″ est   |                                                         |
| 959  | Quartier historique de la ville portuaire de Valparaíso             | Chili           | Culturel, (iii)                                                                                       | 33° 02′ 28″ sud, 71° 37′ 41″ ouest  |                                                         |
| 1116 | Quebrada de Humahuaca                                               | Argentine       | Culturel, (ii), (iv), (v)                                                                             | 23° 12′ 00″ sud, 65° 20′ 56″ ouest  |                                                         |
| 1077 | Takht-e Sulaiman                                                    | Iran            | Culturel, (i), (ii), (iii), (iv), (vi)                                                                | 32° 04′ 59″ nord, 48° 31′ 59″ est   |                                                         |
| 1068 | Sacri Monti du Piémont et de Lombardie                              | Italie          | Culturel, (ii), (iv) Comprend neuf sites distincts.                                                   | 45° 58′ 30″ nord, 9° 10′ 12″ est    |                                                         |
| 1096 | Ville blanche de Tel Aviv – le mouvement moderne                    | Israël          | Culturel, (ii), (iv)                                                                                  | 32° 04′ 41″ nord, 34° 46′ 26″ est   |                                                         |

## Extensions
Les biens suivants voient leurs limites étendues de façon significative :
| Id.  | Bien                                                                | Pays   | Critères et notes | Coordonnées                        | Illus. |
| ---- | ------------------------------------------------------------------- | ------ | --- | ---------------------------------- | ------ |
| 998  | Complexe de conservation de l'Amazonie centrale                     | Brésil | Naturel, (ix), (x) L'inscription en 2000 ne concernait que le parc national de Jaú. Le bien est étendu aux réserves de développement soutenable de Amanã (pt) et Mamirauá (pt), et au parc national d'Anavilhanas ; il est renommé en conséquence. | 2° 19′ 59″ sud, 62° 00′ 29″ ouest  |        |
| 790  | Site archéologique de Panamá Viejo et district historique de Panamá | Panama | Culturel, (ii), (iv), (vi) Inscrit en 1997 sur le seul district historique de Panamá, le bien est étendu à Panamá Viejo | 9° 00′ 20″ nord, 79° 29′ 09″ ouest |        |
| 1004 | Tombes impériales des dynasties Ming et Qing                        | Chine  | Culturel, (i), (ii), (iii), (iv), (vi) Inscrit en 2000, le site est étendu aux tombes situées à Changping et Nankin. Il sera à nouveau étendu l'année suivante aux tombes du Liaoning.                                                             | 41° 42′ 25″ nord, 124° 47′ 38″ est |        |

## Patrimoine en péril

### Inscriptions
Les biens suivants sont placés sur la liste du patrimoine mondial en péril :
| Id.  | Bien                                                                                   | Pays          | Notes | Coordonnées                       | Illus. |
| ---- | -------------------------------------------------------------------------------------- | ------------- | --- | --------------------------------- | ------ |
| 1130 | Assour (Qal'at Cherqat)                                                                | Irak          | En péril dès son inscription ; en péril par manque de protection adéquate. | 35° 27′ 32″ nord, 43° 15′ 36″ est |        |
| 958  | La cité fortifiée de Bakou avec le palais des Chahs de Chirvan et la tour de la Vierge | Azerbaïdjan   | Inscrit en 2000, le bien est en menacé par le développement urbain et le séisme de 2000 (en). Il en retiré de la liste en 2009.                                                                     | 40° 22′ 01″ nord, 49° 49′ 59″ est |        |
| 227  | Parc national de la Comoé                                                              | Côte d'Ivoire | Inscrit en 1983, le bien est menacé par les troubles civils subis par le pays, le braconnage et l'absence de mécanismes de gestion efficaces ; il est retiré du patrimoine en péril en 2017.        | 9° nord, 4° ouest                 |        |
| 208  | Paysage culturel et vestiges archéologiques de la vallée de Bamiyan                    | Afghanistan   | Inscrit cette même année, le bien est menacé par son abandon et son absence de conservation ; les statues des Bouddhas de Bâmiyân ont été détruites à la dynamite par les talibans le 11 mars 2001. | 34° 49′ 55″ nord, 67° 49′ 37″ est |        |
| 121  | Vallée de Kathmandu                                                                    | Népal         | Inscrit en 1979, en péril par suite du développement incontrôlé de la capitale népalaise ; retiré de la liste en 2007.                                                                              | 27° 42′ 14″ nord, 85° 18′ 32″ est |        |

### Retraits
Les biens suivants sont retirés de la liste du patrimoine mondial en péril :
| Id. | Bien                                             | Pays                 | Notes | Coordonnées                          | Illus. |
| --- | ------------------------------------------------ | -------------------- | --- | ------------------------------------ | ------ |
| 125 | Contrée naturelle et culturo-historique de Kotor | Serbie-et-Monténégro | Inscrit en 1979, le bien était en péril depuis son inscription à la suite du séisme de 1979.                                                               | 42° 29′ nord, 18° 43′ est            |        |
| 28  | Parc national de Yellowstone                     | États-Unis           | Inscrit en 1978, le bien était en péril depuis 1995 à cause d'une potentielle activité minière à la limite du parc.                                        | 44° 27′ 40″ nord, 110° 49′ 41″ ouest |        |
| 219 | Réserve naturelle de Srébarna                    | Bulgarie             | Inscrit en 1983, le bien était en péril depuis 1992 à cause de menaces sur le flux naturel du Danube (barrages des Portes de Fer, etc.) et de la Srébarna. | 44° 06′ 50″ nord, 27° 04′ 41″ est    |        |